# Acrotona acutella
Acrotona acutella är en skalbaggsart som beskrevs av Thomas Casey 1910. Acrotona acutella ingår i släktet Acrotona och familjen kortvingar. Inga underarter finns listade i Catalogue of Life.